# Шамалов, Кирилл Николаевич
Кири́лл Никола́евич Шама́лов (род. 22 марта 1982, Ленинград) — российский предприниматель, в рейтинге самых богатых российских бизнесменов в 2018 году занимал 75-е место (1400 млн долларов). По состоянию на 2018 год, по версии Forbes, самый молодой долларовый миллиардер России. До 2018 года — предполагаемый зять Президента России Владимира Путина.
По состоянию на 2019 год Кирилл Шамалов не является долларовым миллиардером, Forbes оценивает его состояние в 950 млн долларов.
Младший сын Николая Шамалова. С 2014 года — член совета директоров ПАО «СИБУР Холдинг», член совета директоров ООО «РЦК», Президент ООО «Ладога Менеджмент».
Из-за поддержки российско-украинской войны — под санкциями 27 стран ЕС, Великобритании, США, Канады, Швейцарии, Австралии, Японии, Украины, Новой Зеландии.

## Биография
В 2004 году окончил Санкт-Петербургский государственный университет по специальности «юриспруденция».
Трудовую деятельность начал в 2002 году юристом в ОАО «Газпром».
В 2004 году работал в ФГУП «Рособоронэкспорт» в региональном департаменте, где занимался вопросами военно-технического сотрудничества со странами Западной Европы.
В 2005 году работал юристом в АБ «Газпромбанк».
В 26 лет Шамалов занял пост вице-президента «Сибура» по административной поддержке бизнеса.
В сентябре 2014 года Кирилл Шамалов приобрёл 17 % «Сибура» у миллиардера Геннадия Тимченко. В дальнейшем свою долю в холдинге Шамалов продал Леониду Михельсону.
14 апреля 2016 года был опубликован 13-й по счёту рейтинг 200 самых богатых бизнесменов России, составленный Forbes. Шамалов в нём оказался на 64 месте с состоянием в $1,2 млрд. В число миллиардеров он попал в том году впервые, заняв в мировом рейтинге миллиардеров 2016 года 1476 место. В рейтинге 200 самых богатых бизнесменов России 2017 года бизнесмен спустился на 74 место, несмотря на то что его состояние за год выросло на 100 млн долларов. В рейтинге 2018 года Шамалов уже 75-й, состояние за год выросло ещё на 100 млн долларов и составляло 1400 млн долларов. По состоянию на 2019 год Кирилл Шамалов не является долларовым миллиардером, Forbes оценивает его состояние в 950 млн долларов.
6 апреля 2018 года Кирилл Шамалов был включён в санкционный список США в числе 17 чиновников и 7 бизнесменов из России, в апреле 2022 г. был включён в санкционные списки Канады.

### Личная жизнь
По данным агентства Bloomberg, Кирилл Шамалов женат, его супруга — Катерина Тихонова, которая, по мнению ряда источников, может являться дочерью Владимира Путина. По сведениям Reuters, свадьба Тихоновой и Шамалова состоялась в феврале 2013 года на горнолыжном курорте «Игора» близ Санкт-Петербурга.
По неофициальным данным агентства Bloomberg, Тихонова рассталась с Шамаловым в январе 2018 года, это событие агентство связывает с тайными финансовыми сделками в компании «Сибур».
Российская версия журнала Tatler в январе 2018 года сообщила, что у Шамалова завязались отношения с Жанной Волковой, с которой заключил брак в том же году. Жанна — бывшая жена замглавы департамента здравоохранения по строительным вопросам мэрии Москвы Сергея Волкова. В браке — Шамалова. Расстались летом 2021 года после увлечения Шамаловым Нелли Давыдовой, основательницей лаборатории успеха Succes Lab. Официально не разведены.

## Утечка архива электронной почты
7 декабря 2020 года издание «Важные истории» опубликовало расследование, основанное на личной переписке Кирилла Шамалова (архив его электронной почты, содержащий более 10 тысяч писем с 2003 по 2020 год). Возможно, что почтовый ящик Шамалова был взломан хакерами ещё в 2018 году, а логин и пароль к нему находились в так называемой «Коллекции № 1» — гигантской базе данных взломанных учётных записей электронной почты.

## Международные санкции
Из-за поддержки российской агрессии и нарушения территориальной целостности Украины во время российско-украинской войны находится под персональными международными санкциями разных стран. С 8 апреля 2022 года находится под санкциями всех стран Европейского союза из-за того, что занимает руководящие должности во многих крупных российских компаниях. С 24 февраля 2022 года находится под санкциями Великобритании. С 6 апреля 2018 года находится под санкциями Соединенных Штатов Америки. С 5 апреля 2022 года находится под санкциями Канады. С 13 апреля 2022 года находится под санкциями Швейцарии. С 26 февраля 2022 года находится под санкциями Австралии. С 25 марта 2022 года находится под санкциями Японии.
Указом президента Украины Владимира Зеленского от 24 июня 2021 находится под санкциями Украины за работу «в секторах экономики, обеспечивающих существенный источник дохода правительству Российской Федерации, которое несёт ответственность за аннексию Крыма и дестабилизацию Украины». С 3 мая 2022 года находится под санкциями Новой Зеландии.